# Grere’o
Das Grere’o, auch Salomonen-Korbschild genannt, ist ein aus geflochtenem Material bestehender Schild von den Salomonen. Die Bezeichnung entstammt der Sprache der Insel Santa Isabel.

## Beschreibung
Das Grere’o besteht aus geflochtenen Fasern von Zuckerrohr. Es ist an beiden Seiten abgerundet. Die Unterseite des Schildes ist breit und wird zum oberen Ende schmaler. Auf der Rückseite befindet sich ein Handgriff, der aus Pflanzenfasern hergestellt ist. Zwischen Griff und Schild werden oft noch große Blätter oder Schildkrötenpanzer angebracht, die zum Schutz der Hand dienen. Die Vorderseite ist oft mit Malereien verziert. An der Oberseite des Schildes sind meist Federbüsche angebracht. Diese Schilde wurden nur an bestimmten Orten auf den Salomonen benutzt und nur an Einheimische verkauft. Der Handelspreis für ein solches Schild betrug den Zahn eines großen Wals (Cetacea) oder einen Sovereign.
Es gibt eine Version, die stärker verziert ist. Hierbei wird die Vorderseite des Schildes mit einer Paste aus Nüssen überzogen. In diese Paste werden Einlegearbeiten aus Perlmutt eingearbeitet und Pigmente zur farbigen Gestaltung aufgebracht. Als Verzierung dienen auch Figuren von stilisierten, menschlichen Körpern und Gesichter. Wahrscheinlich sollen die Malereien auf die Tradition der Kopfjagd hinweisen. Diese Schilde dienten als Statusobjekte, die nur von den Häuptlingen getragen wurden, weshalb diese Version des Grere’o sehr selten ist. Es gibt weltweit etwa noch fünfundzwanzig Stück. Da ihre Oberfläche sehr empfindlich ist, wurden sie wohl nur als Zeremonial- und Standesobjekt benutzt.